# Villamoronta
Villamoronta település Spanyolországban, Palencia tartományban. Villamoronta Bustillo del Páramo de Carrión, Villarrabé, Renedo de la Vega, La Serna és Villaturde községekkel határos. Lakosainak száma 239 fő (2024).

## Népesség
A település népessége az elmúlt években az alábbi módon változott:
| Lakosok száma | 327  | 314  | 306  | 291  | 279  | 267  | 244  | 237  | 242  | 239  |
|               | 2001 | 2004 | 2007 | 2009 | 2012 | 2014 | 2017 | 2019 | 2022 | 2024 |